# Wishbone, el hueso de los deseos
Wishbone, que traducido al español desde el inglés significa hueso de los deseos, se trata de una especie de amuleto típico de la cultura popular estadounidense.

## Orígenes
Se piensa que la costumbre de partir el hueso fúrcula - del pavo originalmente y posteriormente también del pollo-,  se remonta a los tiempos en que los etruscos, -una antigua civilización de Italia central- creían en poder adivinar o predecir el futuro mediante las lecturas tomadas a una gallina (que ellos creían era un ave mágica). Tomaban nota de los  granos de maíz -dispuestos en un alfabeto-, que esta escogía picar. (Tomar en consideración el origen mesoamericano del maíz, mismo que no se conoció en otras partes del mundo hasta el siglo XV. Dicho de otro modo, antigua civilización italiana del siglo XV o posterior)

## Desarrollo
La tradición de partir el hueso se expandió hasta América del Norte, quienes la mantuvieron en su tradicional Día de Acción de Gracias -en donde es tradición compartir un pavo-,  dejando el hueso horquilla para pedir un deseo, suponiendo que éste será concedido a quien gane el pedazo mayor, luego de partirlo entre dos personas. Posteriormente en el tiempo se extendió la costumbre a la Navidad  y  Año Nuevo, y  cenas,  en donde se supone las personas expresan sus buenos deseos a las otra. Se inspiró así la joyería de hoy en día, mayormente este hueso horquilla, en colgantes y anillos, que se regalan como gesto de buenos deseos.
- Datos: Q25411252